# Ankole
Ankole, o també Nkole, és un dels quatre regnes tradicionals d'Uganda. Es troba al sud-oest d'Uganda i a l'oest del Llac Eduard. És governat per un monarca conegut com a Mugabe o Omugabe d'Ankole. El poble d'Ankole és anomenat Banyankole (singular: Munyankole), i la seva llengua Nyankole, una llengua bantu.
El 30 de juny de 1896, el regne fou declarat protectorat britànic, i el 1901 els diversos protectorats de la regió es consolidaren en el Protectorat d'Uganda junt amb altres zones de les quals la part oriental fou transferida al Protectorat de l'Àfrica Oriental Britànica el 1902.
El regne fou abolit el 1967. El 20 de novembre de 1993 John Patrick Barigye Rutashijuka, de 53 anys, es va proclamar rei amb el nom de Ntare V, però no és reconegut pel govern d'Uganda. No fou inclòs als regnes restablerts a la constitució de 1995.
Els pastors hima (o Bahima) establiren el seu domini sobre els agricultors iru (o Bairu) algun temps abans del segle xix. Els hima i iru establiren relacions estretes basades en el comerç i un reconeixement simbòlic, però les seves relacions no eren igualitàries. Els irus eren legalment i socialment inferiors als hima, i el símbol d'aquesta desigualtat era el ramat, que només pertanyia als hima. Ambdós grups mantenien llurs identitats separades, el matrimoni mixt era prohibit i, quan algun es produïa, era invalidat.
Els hima proveïen als grangers iru de productes ramaders que podien aconseguir d'una altra manera. Com que la població hima sempre fou inferior a la iru, els regals i tributs reclamats pels hima podien ser proveïts amb relativa facilitat. Aquests factors potser van fer que les relacions entre ambdós pobles fossin tolerables, però es van veure reforçades per la superior organització i habilitat militar dels hima.
El regne d'Ankole es va expandir per annexant-se territori del sud i est. En molts casos, van fer presoners pastors per a incorporar-los a la societat hima, i els agricultors foren incorporats als iru com a esclaus i tractats com a inferiors. Cap grup podia tenir el seu propi ramat i els esclaus no podien pasturar ramat propietat dels hima.
La societat Ankole era embolicada en un sistema de rangles estratificats, on tot girava al voltant de l'elit propietària de ramat, i els lligams entre patrons i clients eren importants per a mantenir l'ordre social. Els homes donaven ramat al rei (mugabe) per a demostrar llur lleialtat. Aquesta lleialtat sovint era requerida per les demandes del rei de ramat o serveis militars. A canvi de l'homenatge i del servei militar, un home rebia protecció del rei tant dels enemics externs i en disputes amb altres propietaris de ramat.
El mugabe autoritzava els seus caps més poderosos a reclutar exèrcits particulars, i aquestes bandes de guerrers s'encarregaven de protegir les fronteres d'Ankole. Només els hima podien servir armes, i la prohibició d'entrenament militar als iru els dificultava qualsevol rebel·lió. La inferioritat legal dels iru era simbolitzada en la prohibició legal de prohibir la possessió de ramat als iru, així com dels matrimonis perquè legitimarien l'intercanvi de ramat. Els iru tampoc podien ocupar als càrrecs polítics, tots i que sovint exercien com assistents locals dels administradors en les viles iru.
Els iru tenien diverses manera de resoldre els greuges amb els propietaris hima, malgrat la seva inferioritat legal. Els iru podien fer peticions al rei per a evitar mals tractes amb un patró hima. Els iru no podien ser subjugats als ramaders hima sense entrar en un contracte entre patró i client.
Un nombre de pressions socials treballaven per a destruir la dominació hima a Ankole. Hi havia mestissatge malgrat les prohibicions d'intermatrimoni, i els fills d'aquestes unions (abambari) sovint exigien llurs drets com a propietaris de ramat. Com actualment a Ruanda, diversos grups dirigien atacs contra els hima durant el segle xix. Per contrarestar aquestes pressions, molts senyors de la guerra hima reclutaren homes iru en els seus exèrcits per a protegir les fronteres meridionals d'Ankole. I en algunes àrees properes a Ankole, la gent abandonava les distincions entre hima i iru perquè havien començat a perdre la seva importància.